# Șahvorostivka, Korostîșiv
Șahvorostivka (în ucraineană Шахворостівка) este localitatea de reședință a comunei Șahvorostivka din raionul Korostîșiv, regiunea Jîtomîr, Ucraina.

## Demografie
Componența lingvistică a localității Șahvorostivka
     Ucraineană (99,56%)
     Alte limbi (0,44%)
Conform recensământului din 2001, majoritatea populației localității Șahvorostivka era vorbitoare de ucraineană (99,56%), existând în minoritate și vorbitori de alte limbi.